# Арабатский залив
Араба́тский зали́в (укр. Арабатська затока, крымскотат. Arabat körfezi, Арабат корьфези) — залив на юге Азовского моря, между Арабатской стрелкой и Керченским полуостровом.
У «входа» (залив «не ограничен определённо от моря») имеет ширину 45 км, вдаётся в Керченский полуостров на 20 км. Западное побережье характеризуется низинными берегами, юго-восточное и южное — обрывистыми.
Получил название по находившейся в прежние времена на его берегу (у начала Арабатской стрелки) крепости Арабат.
На побережье Арабатского залива находится несколько селений. Из них наиболее значительными являются сёла Семёновка (до 1948 г. Китень) — у мыса Китень, Заводское (Красный Кут) — у мыса Красный Кут, Набережное (Насыр) и Каменское (Ак-Манай) — на южном берегу залива. Кроме того, к восточному берегу Арабатского залива подходит западная окраина села Мысовое (Казан-Тип) и города Щёлкино. В северо-западной части Щёлкина находится причал яхт-клуба. Напротив села Мысовое имеется причал для рыболовных судов. В вершине залива расположен Акманайский рейд.
Берега Арабатского залива окаймлены отмелью с глубинами до 5 м и шириной до 1 км, на которой разбросаны надводные и подводные камни. Глубины в средней части Арабатского залива 8—10 м к вершине залива они уменьшаются постепенно. Дно — песок до 7—8 метров глубины, дальше от берега — ил. Летом температура воды +22…+28 °C, зимой залив замерзает, температура воды падает до −0,3…+2°C.
Залив активно используется как место отдыха и для рыболовства.